# Luis Quiñones de Benavente
Luis Quiñones de Benavente (* 1581 in Toledo, Spanien; † 25. August 1651 in Madrid) war ein spanischer Bühnendichter und nach Miguel de Cervantes der bedeutendste Autor von Kurzbühnenstücken (span.: Entremés).
Quiñones de Benavente schrieb fast 900 Stücke, rund 150 davon können heute noch im Original identifiziert werden. Zahlreiche moderne Bühnenschwänke (span.: Sainetes) greifen auf sein Werk zurück.